# 261
261 је била проста година.

## Догађаји
- Цар Галијен потискује Алемане код Милана.
- Галијен укида едикт из 258. године, који је довео до прогона хришћана.
- Галијенови узурпатори: Побуна Макријана Старијег, Макријана Млађег и Квијета против Галијена се завршава. Марширају из Азије у Европу, али их у Тракији поражава Галијенов генерал Ауреол, а и Макријан Старији и Макријан Млађи су убијени. Квијет бежи у Емесу, где га убија Оденат из Палмире.
- Римско-персијски ратови: Балиста, римски узурпатор, сакупља бродове из киликијских лука и побеђује персијске пљачкашке снаге близу Помпеопоља.
- Мичу од Силе ступа на корејски престо Силе, постајући први владар лозе Лонг Ким.